# 马如龙 (1832年)
马如龙（1832年—1891年）。原名马现（一作马献），字云峰，原名席珍，又字现彩，乳名阿五，回族，云南临安（今云南建水回龙）人。

## 生平
马如龙出身忠良世家，先世江南人，中武秀才。咸丰六年（1856年）爆发云南回变，马如龙在澄江响应起事，自立为帅，与杜文秀取得联系。据新兴、昆阳、晋宁、呈贡、嵩明、罗次、易门、富民等八城，五年间（1857年、1860年、1861年）率云南东南部义军三度围攻省城昆明。咸丰十一年（1861年）接受清廷招抚，跟随马德新降附知府岑毓英，改名马如龙，同治元年（1862年）任清临源镇总兵。同治八年（1869年）清军反攻，起义军失利，退回滇西，这次失利成为起义的转折点。同治十一年（1872年），清军围困大理，杜文秀服毒自杀，起义失败。馬如龍历任云南鹤丽镇总兵。追随岑毓英攻灭杜文秀建立的大理政权，镇压马德新、杨振鹏等部，攻克昆阳、澄江、大小东沟等地。赐号“效勇巴图鲁”，再晋“法什尚阿巴图鲁”。同治二年（1863年）官至云南提督，同治十三年（1874年）官至湖南提督，后官至四川提督，光绪四年（1878年）辞官离职，徙居四川重庆。光绪十七年（1891年），病卒于四川叙州。